# Hyderabad Stock Exchange
Die Hyderabad Stock Exchange (HSE) war eine 1941 gegründete Wertpapierbörse in Hyderabad, Indien. Sie wurde 2007 von der SEBI aufgelöst.

## Geschichte
Im November 1941 gründeten einige führende Banker und Makler die Share and Stock Brokers Association als Vorläufer der späteren Börse.
Die HSE nahm unter der Regierung von S.E.H. Nizam ihren Betrieb auf Grundlage des Hyderabad Securities Contract Act Nr. 21 von 1352 als Gesellschaft mit beschränkter Haftung auf. Sie war nach den führenden Börsen Ahmedabad Stock Exchange, Bombay Stock Exchange,  Madras Stock Exchange und Bangalore Stock Exchange die sechste nach dem Securities Contract Act anerkannte Börse. Alle Ausführungen erfolgten jeweils montags oder am darauffolgenden Werktag.
Die indische Wertpapier- und Börsenaufsichtsbehörde (Securities and Exchange Board of India, SEBI) hat am 29. August 2005 das Programm zur Vergesellschaftung und Demutualisierung der Hyderabad Stock Exchange Ltd. notifiziert. In der Folge wurde die der HSE gewährte Anerkennung gemäß Abschnitt 5(2) des Securities Contracts Regulation Act von 1956 (SCRA) mit Wirkung vom 29. August 2007 widerrufen. Nach der Aberkennung durch die SEBI wurde der Firmenname in „Hyderabad Securities and Equities Ltd.“ geändert.